# Burîn
Burîn (în ucraineană Буринь) este orașul raional de reședință al raionului Burîn din regiunea Sumî, Ucraina. În afara localității principale, nu cuprinde și alte sate.

## Demografie
Componența lingvistică a orașului Burîn
     Ucraineană (95,33%)
     Rusă (4,05%)
     Alte limbi (0,39%)
Conform recensământului din 2001, majoritatea populației orașului Burîn era vorbitoare de ucraineană (95,33%), existând în minoritate și vorbitori de rusă (4,05%).